# Ligue française antimaçonnique
La Ligue française antimaçonnique est une association antimaçonnique française fondée en 1906 et animée par Paul Copin-Albancelli.

## Historique
Elle est issue de la fusion de l'Union française antimaçonnique (dirigée par Copin-Albancelli) et deux ligues créées après l'affaire des fiches par Émile Driant : la Ligue antimaçonnique, ne comprenant que des hommes, et la Ligue de Jeanne d'Arc, réservée aux femmes. Ces deux ligues étaient en fait des sociétés secrètes, avec initiation, signes spéciaux et mots de reconnaissance. La nouvelle entité prendra alors le nom de Ligue française antimaçonnique.
Elle éclate en 1910 et Copin-Albancelli fonde la Ligue de défense nationale contre la franc-maçonnerie qui prend le contrôle du journal la Bastille. Assisté de Flavien Brenier, le commandant Louis Cuignet prend la présidence de la Ligue française antimaçonnique et en dirige la Revue antimaçonnique jusqu'en 1912.

## Quelques membres
- Émile Flourens, ancien ministre des Affaires étrangères et député des Hautes-Alpes.
- Les commandants Cuignet et Driant.
- Maurice Talmeyr, journaliste et écrivain[3].
- Flavien Brenier, secrétaire général à partir de 1907.